# Avatha garthei
Avatha garthei är en fjärilsart som beskrevs av Kobes 1983. Avatha garthei ingår i släktet Avatha och familjen nattflyn. Inga underarter finns listade i Catalogue of Life.